# José Antonio Quintero
José Antonio Quintero Oliveros (Barquisimeto, Lara; 17 de marzo de 1988) es un publicista, ex árbitro de fútbol profesional y dirigente deportivo.

## Educación
Tiene un título de TSU en Publicidad y Mercadeo de la Universidad Tecnológica Sucre de Barquisimeto y un posgrado en Negocios y Administración del Fútbol en la Universidad Centroccidental Lisandro Alvarado de la misma ciudad.
En 2019 realizó un posgrado en Administración y Dirección de Fútbol en Instituto Johan Cruyff (Barcelona, España) y en 2021 obtiene un diplomado en Gerencia Deportiva de la FIFA CIES.

## Carrera
Comenzó su carrera en el fútbol en 2006 como árbitro, ascendiendo de las categorías regionales del fútbol venezolano a Primera División, donde ejerció como juez de línea hasta su retiro en 2009.
Ese año, ingresó en la estructura del ACD Lara, equipo profesional venezolano, donde llegó a ocupar el cargo de gerente deportivo. Durante su gestión, el equipo clasificó en varias ocasiones a la Copa Libertadores y la Copa Sudamericana.
Fue, hasta 2021, presidente de la Liga Internacional de Fútbol Menor del estado Lara.

### Federación Venezolana de Fútbol
Entre los años 2011 y 2016, fue coordinador de las selecciones sub-15, sub-17 y sub-19. De la mano de Rafael Dudamel, en 2016, forma parte del cuerpo técnico de la Vinotinto como Coordinador General, cargo que ocupa hasta 2020.
Como parte de la selección Sub-17, en 2013 recibió la Orden de Francisco de Miranda en su primera clase y la condecoración Juan Guillermo Iribarren. En la selección nacional Sub-20, está presente en el subcampeonato del mundo obtenido por la Vinotinto en 2017 en Corea.
En 2021, se postula para la directiva de la Federación Venezolana de Fútbol como parte de la plancha de “Fútbol Unido”. En las elecciones celebradas el 28 de mayo, este grupo, liderado por Jorge Giménez, obtiene la victoria con 57 votos a favor frente a los 34 obtenidos por Evolución Vinotinto, de Jorge Silva. De este modo, son elegidos para dirigir el ente rector del fútbol venezolano hasta el año 2025. Quintero ejerce desde ese momento el cargo de segundo vicepresidente de la institución.

### ACD Lara
A finales de 2024, es anunciado como presidente del ACD Lara en su regreso al fútbol profesional venezolano luego de su desafiliación en el 2023 debido a problemas administrativos.